# Game Over: Kasparov and the Machine
Game Over: Kasparov and the Machine és un documental de 2003 de Vikram Jayanti, sobre el matx entre Deep Blue i Garri Kaspàrov. Garri Kaspàrov és el millor jugador d'escacs de la història, i fou Campió del món d'escacs durant 15 anys (1985–2000), mentre que Deep Blue, era un ordinador d'escacs creat per IBM. El film fou coproduït per Alliance Atlantis i National Film Board of Canada.

## Trama
En Kaspàrov havia derrotat Deep Blue, un ordinador dissenyat específicament per vèncer-lo, en un matx jugat el 1996, i va acceptar de jugar un matx de revenja el proper any.
Kaspàrov va guanyar la primera partida del matx de revenja amb facilitat amb les peces blanques. En la segona partida, Kaspàrov, amb negres, passava dificultats, però va parar una trampa en la qua la majoria dels ordinadors hi haguessin caigut. Deep Blue no va caure en el parany i va guanyar, per igualar el matx, tot i que tant en Kaspàrov com Deep Blue van ometre un escac perpetu que podria haver donat les taules a Kaspàrov. Les següents tres partides van acabar en empat, amb un Kaspàrov que semblava afectat psicològicament. Deep Blue va guanyar la decisiva sisena partida, essent la primera vegada en la història que un ordinador derrotava un campió del món en un matx de diversos partides.
A partir d'aquesta experiència, sobretot en la segona partida del matx, en Kaspàrov va acusar IBM de fer trampa. Sospitava que IBM utilitzava un jugador humà durant les partides per millorar la força estratègica de l'ordinador. Com una metàfora d'aquesta sospita, la pel·lícula entrellaça amb la història d'El Turc, un engany basat en un suposat autòmat que jugava als escacs construït al segle xviii, però en realitat gestionat pels éssers humans. La pel·lícula també dona a entrendre que la victòria de Deep Blue, que va tenir una intensa promoció, va ser un estratagema per part d'IBM per augmentar el seu valor de mercat.

## Acollida
Game Over: Kasparov and the Machine va rebre crítiques en diversos sentits. Entre les positives, Lou Lumenick del New York Post va dir que Game Over era un "sòlid documental" amb "bastant de suspens". Dennis Lim del Village Voice va dir de Game Over que era un "documental apassionant". Jami Bernard del New York Daily News va dir que era "per mossegar-se les ungles".
Peter Hartlaub, del San Francisco Chronicle, en canvi, va dir que Game Over "és una pel·lícula amb una gran pregunta i cap intent visible per trobar-hi resposta". Molts crítics varen parlar malament de Game Over per estar esbiaixada cap a la posició de Kaspàrov contra IBM sense presentar cap prova d'aquestes queixes; entre aquests, hi hagué Robert Koehler de Variety, Kevin Crust de The Los Angeles Times, Michael Booth de The Denver Post, Liam Lacey de The Globe and Mail, Janice Page de The Boston Globe, i Ned Martel de The New York Times.
La pel·lícula va ser nominada pel premi International Documentary Association de 2003.